# مسعود ولد بلخير
مسعود ولد بلخير (1943- )، سياسي وزعيم موريتاني، يعتبر من أوائل السياسيين الحراطين، من مؤسسي مدينة لعيون، انتقل إلى لعيون قادما من مدينة أنيورو في مالي، حتى لقبه الشيخ بالتاجر الصدوق. لقبته الإدارة الاستعمارية آنذاك بشيخ المدينة وكان منزله المكان الذي تجتمع فيه الإدارة المحلية نظرا لغياب الدور والمساكن، أقيم في منزله اجتماع مجلس الوزراء تحت قيادة الرئيس الراحل «المختار ولد داداه»، كان له الفضل في تخطيط سوق المدينة ومنح قطعة أرضية ليبنى فيها المسجد العتيق المعروف اليوم، شق طرقا برية من «لعيون» إلى «أنيورو» في مالي، ومن لعيون مرورا ب«الطويل» ثم «اليوانة» وصولا إلى مدينة «خاي»، طريق لعيون «كيفة_كنكوصة_صوفة_سيلبابي»، بنى آبارا منها بئرا شرق المدينة في حي «لكنيبة»، وبئرا جنوب دار السلامة يسمى «لفجح» وآخر في «آكريباي»، تميز بالزهد والتواضع وكان محبا لبني جلدته وأصدقائه وأرضه.

## حياته
ينتمي ولد بلخير إلى طبقة الحراطين في موريتانيا، وهو أول شخص من هذه الطبقة يحتل منصبا بهذه الأهمية في موريتانيا. بدأ حياته المدرسية في مدينة النعمة حيث حصل على الابتدائية سنة 1956م، وفي مدينة روصو دخل الثانوية 1957م وحصل على شهادة البكالوريا، ومن ثم دخل المدرسة الوطنية للإدارة وتخرج منها سنة 1979م كإداري مدني.

## نضاله ضد العبودية
مقال تفصيلي: الرق في موريتانيا
في سنة 1978م أسس ولد بلخير مع بعض الرفاق من بينهم بيجل ولد حميد، الساموري ولد بي، عمر ولد يالي، محمد ولد الحيمر وفي قت لاحق أصغير ولد مبارك وآخرين ما يعرف ب حركة الحر، وهي منظمة تُعنى بالقضاء ومحاربة العبودية في موريتانيا التي كان وما زال يعاني منها الكثير من أبناء طبقة الحراطين، رغم أن العبودية تم إلغائها بقرار رسمي من الدولة.

## مسيرته السياسية
دخل عالم السياسة من بابه الواسع عندما عينه الرئيس السابق والد الطايع وزيرا للتنمية الريفية كأحد الوزراء المدنيين في حكومته العسكرية، وفي فترة لاحقة ومع بداية المسلسل الديموقراطي في بداية التسعينات، أراد الترشح للرآسيت ولكن ملفه رفض فانضم لحزب اتحاد القوى الديمقراطي الذي كان يتزعمه احمد ولد داداه لينشق عنه سنة 1994 م، من ثم أسس مع مجموعة من رفاقه في حركة الحر حزب العمل من أجل التغيير ، والذي كان معظم مناضليه فقط من شريحة الحراطين وهو ماولد شعورا لدى السلطة آنذاك أنه حزب عرقي وهو مايحرمه قانون الأحزاب، حيث تم حله لذات السبب فيما بعد، ترشح للانتخابات الرآسية وتحالف فيها مع حزب التحالف الشعبي التقدمي.
| سبقه: الشيخ سيدي أحمد ولد باب | مسعود ولد بلخير | خلفه: محمد ولد ابيليل |